# Združenje visokošolskih zavodov Maribor
Združenje visokošolskih zavodov Maribor (krajše ZVZ Maribor) je bivša organizacija ki je združevala visokošolske institucije v Mariboru in neposredni predhodnik današnje Univerze v Mariboru. Sedež združenja se je sprva nahajal na Mladinski ulici 9, kjer danes domuje Pravna fakulteta, kasneje pa se je preselil na Krekovo ulico 2 v Mariboru, kjer je bil od leta 1975 do selitve v novo stavbo leta 2000 tudi sedež univerze.  

## Zgodovina
Združenje je bilo ustanovljeno 25. maja 1961, ko je Slovenska skupščina z zakonom ustanovila Združenje visokošolskih zavodov v Mariboru. Združenje je bilo prvenstveno ustanovljeno kot koordinacijski organ zaradi potrebe po skupnem delovanju in usklajevanju dela višjih strokovnih šol v Mariboru, ki so bile ustanovljene med letoma 1959 in 1961 ter kot organizacija, ki bi zastopala interese mariborskih šol pri projektu ustanavljanja druge slovenske univerze. V letu 1959 sta bili tako ustanovljeni Višja komercialna in Višja tehniška šola, v letu 1960 pa Višja agronomska, Višja pravna in Višja stomatološka šola, leta 1961 pa še Pedagoška akademija. S šestimi visokošolskimi zavodi je postal Maribor močno visokošolsko središče.
Na prvi skupščini ki je potekala 9. decembra 1961 v Domu JLA v Mariboru je bil za prvega predstojnika združenja izvoljen geograf prof. dr. Vladimir Bračič, za njegovega namestnika pa je skupščina izvolila arhitekta prof. Jaroslava Černigoja.
Skladno z vzpostavitvijo novih visokih šol, je rasla tudi druga pomembna infrastruktura. Novembra 1963 so na Tyrševi ulici ob mestnem parku začeli graditi prvi študentski dom, v katerega so se prvi študentje vselili 28. decembra 1964. 29. decembra istega leta pa je Skupščina Okrajnega ljudskega odbora Maribor ustanoviteljske pravice za Študijsko knjižnico prenesla na novoustanovljeno združenje v Mariboru. Omenjena knjižnica se v letu 1970  preimenuje v Visokošolsko in študijsko knjižnico v Mariboru, danes Univerzitetna knjižnica. 
Ideja po ustanovitvi nove univerze je šla skozi dolgotrajno proceduro, saj je po tedanjih postopkih šel samoupravni sporazum skozi več različnih republiških institucij, da bi ga na koncu 2. julija 1975 potrdila dva zbora skupščine SR Slovenije. V republiški skupščini sta ZVZ zastopala dr. Vladimir Bračič in dr. Rudi Crnkovič. Že naslednji dan je združenje na slavnostni seji 3. julija 1975 razglasilo ustanovitev Univerze v Mariboru.

## Članice
Članice Združenja visokošolskih zavodov so bile naslednje šole: 
- Višja tehniška šola (leta 1973 preoblikovana v Visoko tehniško šolo), krajše VTŠ
- Višja komercialna šola (leta 1969 preoblikovana v Visoko ekonomsko-komercialno šolo), krajše VEKŠ
- Višja agronomska šola, krajše VAŠ
- Prof. dr. Vladimir Bračič, prvi in hkrati zadnji predstojnik združenja. Višja pravna šola, krajše VPŠ
- Višja stomatološka šola (prenehala z delovanjem leta 1970), krajše VSŠ
- Pedagoška akademija, krajše PA
- Višja šola za organizacijo dela (članica na lastno pobudo od leta 1972,[1] leta 1974[4] preoblikovana v Visoko šolo za organizacijo dela), krajše VŠOD.

## Predstojniki
Združenje visokošolskih zavodov so od ustanovitve leta 1961 do preoblikovanja v Univerzo v Mariboru leta 1975 vodili sledeči predstojnikiː
- prof. dr. Vladimir Bračič, PA, (1961-1967),
- prof. dr. Tine Lah, VEKŠ, (1967-1969),
- prof. Jože Butinar, VAŠ, (1969-1971).
- prof. dr. Bogdan Volavšek, VTŠ, (1971-1973),
- prof. dr. Vladimir Bračič, PA (1973-1975), od leta 1975 prvi rektor Univerze v Mariboru.